# Uresiphita tricolor
Uresiphita tricolor là một loài bướm đêm trong họ Crambidae.